# DAMAC Towers by Paramount
DAMAC Towers by Paramount (ook bekend als DAMAC Royale Towers) is een complex van vier wolkenkrabbers in in het stadsdeel Business Bay in Dubai, Verenigde Arabische Emiraten. De bouw van het complex begon in 2013 en het werd in 2019 opgeleverd. Elk van de vier gebouwen wordt 270 meter hoog en heeft 68 verdiepingen. De bouwkosten van het complex bedragen ongeveer een miljard dollar.
Het complex is een samenwerking met DAMAC Properties. Het is Paramount's eerste onderneming in de hotel- en vastgoedsector. 
De vier torens krijgen een verbindend plein met meerdere niveaus met themarestaurants en -bars, evenementenfaciliteiten, een filmzaal, fitnesscentra, zwembaden, kinderclub en winkelzone op basis van producten van het merk. Een toren zal een hotel bevatten, terwijl de andere drie een woonbestemming hebben. Er zijn in totaal 1.140 wooneenheden in de drie torens. 
Het hotel heeft vier soorten kamers, scènekamers, toneelkamers, première suites en Paramount suites. De suites zijn gebaseerd op films. Het hotel heeft 823 kamers met een tiental restaurants en bars. Het hotel is in november 2019 geopend. 